# ФРЕЛІМО

прапор ФРЕЛІМО

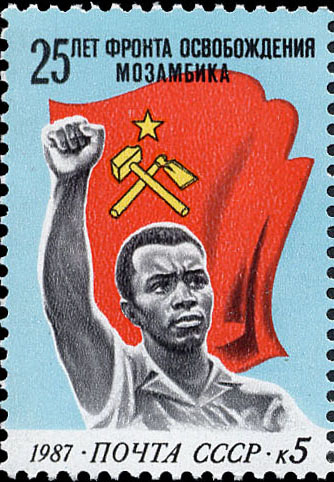
Жест партії ФРЕЛІМО — Рот Фронт, Мозамбік, зображений на радянській марці на честь 25-річчя заснування партії

ФРЕЛІ́МО (порт. Frente de Libertação de Moçambique, Фронт визволення Мозамбіку) — політична партія Мозамбіку, в наш час (2008 рік) — правляча.

## Розвиток і здобутки ФРЕЛІМО від створення 1962 року до 90-х років ХХ століття
Партію створено у Дар-ес-Саламі (Танзанія) у 1962 році задля організації спротиву португальським колоніальним властям і здобуття незалежності Мозамбіку. Після декади збройної боротьби, на 1974 рік ФРЕЛІМО вдалося узяти під свій контроль до третини території країни. Однак основною причиною успіху фронту стала перемога «революції гвоздик» у Португалії і повалення у квітні 1974 року фашистського диктаторського режиму Салазара. Новий португальський уряд узяв курс на відмову від політики колоніалізму, і після переговорів у Лусаці у вересні 1974 року між керівництвом ФРЕЛІМО та Португалією досягнуто домовленість про надання Мозамбіку незалежності. 25 червня 1975 року проголошено Народну Республіку Мозамбік.
Після здобуття країною незалежності у Мозамбіку введено однопартійну систему, і Фронт лишився єдиною політичною силою. Сама країна за допомоги СРСР та соцтабору узяла курс на будівництво соціалізму.
Лідером ФРЕЛІМО і першим президентом незалежного Мозамбіку в період 1975—1986 роки був відомий африканський політик — Самора Машел.
Суперечлива і жорстка політика ФРЕЛІМО всередині країни призвела до зростання незадоволення серед населення Мозамбіку. Опозицію чинному режиму очолив створений 1975 року рух опору — РЕНАМО. У країні спалахнула громадянська війна, яка тривала понад 10 років і спричинила повний економічний занепад Мозамбіку. Під час війни СРСР та інші країни соцтабору, зокрема Куба, Чехословаччина, Болгарія, КНР, Югославія, а також скандинавські країни (Швеція, Норвегія, Данія) надавали пряму дипломатичну і військову допомогу ФРЕЛІМО, опозицію підтримували ПАР та Зімбабве (на той час ще Південна Родезія) і непрямо країни Заходу.
Після смерті Машела у 1986 році внаслідок підозрілої авіакатастрофи партію і країну, в якій тривала виснажлива громадянська війна, очолив Жоакім Чіссано (Joaquim Chissano).

## ФРЕЛІМО у 1990— 2000 роки
Попри освіту, отриману в країнах соцблоку, Жоакім Чіссано почав проводити гнучку політику, лавіюючи між СРСР і країнами Заходу.
Нарешті у 1992 році в Римі було підписано угоду, що поклала кінець громадянському протистоянню у Мозамбіку.
А 1994 року у Мозамбіку були проведені перші загальнонаціональні вибори на багатопартійній основі, у яких перемогу зі значною перевагою одержала ФРЕЛІМО.
ФРЕЛІМО і надалі вдавалося пристосовуватися до реалій парламентської демократії, змінюючи до потреб дня форму і методи політичної боротьби, зміст політичних обіцянок і гасел тощо.

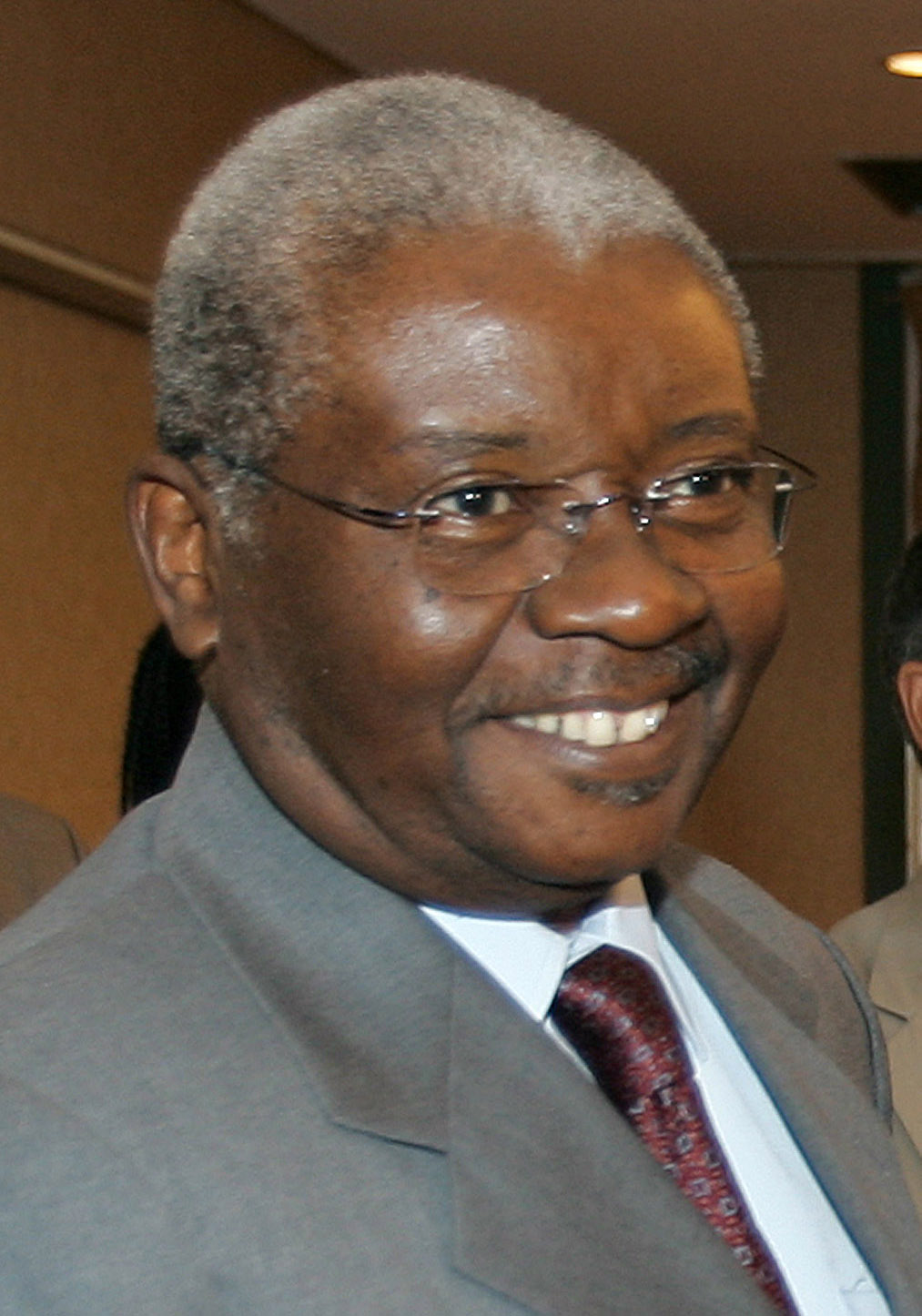
Арманду Гебуза — чинний голова ФРЕЛІМО і Мозамбіку

Наприкінці 1999 року відбулися другі вільні багатопартійні парламентські вибори і президентські вибори в Мозамбіку. Чіссано було переобрано 52.3% голосів громадян Мозамбіку, що взяли участь у виборах, а ФРЕЛІМО забезпечила собі парламентську більшість (133 з 250 парламентських крісел). Однак у суспільстві ширилось незадоволення, а через декілька гучних скандалів, пов'язаних з корупцією вищих чиновників держави, уряд Чіссано піддавався нищівній критиці.
З цієї причини ФРЕЛІМО на наступні чергові президентські вибори (1 — 2 грудня 2004 року) висунула нового кандидата. Ним став Арманду Гебуза, який виграв вибори з майже 60% голосів виборців. На парламентських виборах тоді ж ФРЕЛІМО здобула 62.0% довіри громадян Мозамбіку, відповідно 160 з 250 місць у парламенті. РЕНАНО та деякі опозиційні партії, а також низка міжнародних спостерігачів, в тому числі від ЄС, критикували і оскаржували результати виборів, навівши багато фактів викривлення волевиявлення, а також порушень в ході голосування. І хоча деякі результати були переглянуті, перемога ФРЕЛІМО над РЕНАНО є відчутною. Чільники нації тсонга, представники якої традиційно співчувають РЕНАНО, зрештою визнали результати виборів.

## Президенти Мозамбіку— лідери ФРЕЛІМО
- Самора Машел: 25 червня 1975 — 19 жовтня 1986 року.
- Жоакім Чіссано: 6 листопада 1986 — 2 лютого 2005 року.
- Арманду Гебуза: 2 лютого 2005 — (чинний)